# کیلن آدامز
کیلن آدامز (انگلیسی: Kielen Adams؛ زادهٔ ۱۱ مهٔ ۲۰۰۱) بازیکن فوتبال اهل انگلستان است.

## باشگاهی
از باشگاه‌هایی که در آن بازی کرده‌است می‌توان به باشگاه فوتبال اولدهام اتلتیک اشاره کرد.